# Rafał Janicki
Rafał Janickí (Szczecin, 5 juli 1992) is een Pools profvoetballer die als verdediger speelt.
Hij begon bij Chemik Police en speelt sinds 2010 bij Lechia Gdańsk waarvoor hij meer dan honderd wedstrijden speelde. Janickí is Pools jeugdinternational.